# المشاركة العربية في الألعاب الأولمبية الصيفية 1928
هذه القائمة مخصصة لتوثيق مشاركة الدول العربية في الألعاب الأولمبية الصيفية 1928، حيث شاركت فقط مصر بـ32 رياضيا من قرابة 2,883 في هذه الدورة من الألعاب الأولمبية الصيفية التي أُقيمت في أمستردام.

## أصحاب الميداليات
| الميدالية | الاسم         | الرياضة     | المُسابقة                            | التاريخ  |
| --------- | ------------- | ----------- | ----------------------------------- | -------- |
| ذهبية     | السيد نصير    | رفع الأثقال | الوزن الخفيف الثقيل                 | 29 يوليو |
| ذهبية     | إبراهيم مصطفى | المصارعة    | المصارعة الرومانية لوزن خفيف الثقيل | 5 أغسطس  |
| فضية      | فريد سميكة    | الغطس       | المنصة الثابتة                      | 11 أغسطس |
| برونزية   | فريد سميكة    | الغطس       | المنصة المتحركة                     | 8 أغسطس  |

## مراكز الدول العربية
| الترتيب | منتخب   | ذهبية | فضية | برونزية | المجموع |
| ------- | ------- | ----- | ---- | ------- | ------- |
| 17      | مصر     | 2     | 1    | 1       | 4       |
| المجموع | المجموع | 2     | 1    | 1       | 4       |

## المشاركون
- مصر (32)